# Тенорио, Карлос
Ка́рлос Висе́нте Тено́рио Меди́на (исп. Carlos Vicente Tenorio Medina; род. 14 мая 1979[…], Эсмеральдас) — эквадорский футболист, нападающий.

## Биография
Карлос Тенорио дебютировал на профессиональном уровне в ЛДУ Кито в 2001 году. За три сезона в 47 матчах чемпионата Эквадора Тенорио забил 21 гол и помог ЛДУ выиграть чемпионат страны в 2003 году — этот титул команда завоевала уже без своего нападающего, который отправился выступать в чемпионат Саудовской Аравии. В «Аль-Насре» за половину сезона в 16 матчах он забил 15 голов, став лучшим бомбардиром турнира.
С 2004 по 2009 год Тенорио выступал за катарскую команду «Аль-Садд», где стал настоящим лидером и любимцем болельщиков. Здесь он трижды (2004, 2006, 2007) выигрывал чемпионат Катара, завоёвывал Кубок шейха Яссима в 2006 году, дважды (2005, 2007) — Кубок эмира Катара и трижды (2006, 2007, 2008) Кубок Наследного принца Катара. В 2006 году Тенори стал лучшим бомбардиром чемпионата Катара с 21 забитым голом.
В 2011 году Карлос Тенорио выступал за катарскую «Аль-Гарафа», где в паре с Исмаэлем Бангура составлял лучшую связку форвардов чемпионата Катара. В конце 2011 года было объявлено о возвращении Тенорио в родной ЛДУ Кито, однако уже через несколько недель, в январе 2012 года, Карлос подписал контракт с бразильским «Васко да Гама».
Карлос Тенорио выступал за сборную Эквадора с 2001 по 2010 год. Провёл 51 матч, забил 12 голов. Он принял участие в Золотом кубке КОНКАКАФ 2002 года, Кубке Америки 2007 и двух чемпионатах мира — 2002 и 2006 годов.

## Титулы
- Чемпион Эквадора: 2003
- Чемпион Боливии (2): 2014 (Апертура), 2015 (Клаусура)
- Чемпион Катара (2): 2005/06, 2006/07
- Кубок эмира Катара (2): 2004/05, 2006/07
- Кубок Наследного принца Катара (3): 2005/06, 2006/07, 2007/08